# آلودگی اطلاعات
آلودگی انفورماسیون یعنی آلودن اطلاعات درست به نادرست. به تعبیر دیگر از بین بردن ارزش، کیفیت، صحّت و محتوای اطلاعات بر اثر دخالت اطلاعات نادرست را آلودگی اطلاعات گویند (نوروزی، ۱۳۷۸). رسانه‌های گروهی، از جمله رادیو، تلویزیون، اینترنت و در رأس آن وب (وبنوشت‌ها و وب‌گاه‌ها) امروزه با انتشار اطلاعات نادرست و تبلیغات منفی موجب آلوده شدن جریان اطلاعات می‌شوند یا آنها را از مسیر صحیح منحرف می‌سازند. کشورها یا گروه‌های خاص با انتشار تبلیغات منفی و اطلاعات ضد و نقیض و نادرست موجب آلودگی اطلاعات می‌شوند.
روشهای مهم آلوده کردن اطلاعات عبارتند از:
1. حذف یا سانسور برخی اطلاعات
2. وارونه سازی اطلاعات بدون آگاهی مخاطب
3. تاخیر در ارسال پیام به مخاطب
4. ترکیب یا آمیختن اطلاعات درست و غلط به گونه‌ای که تشخیص آنها ممکن نباشد[۱].